# Hurva landskommun
Hurva landskommun var en tidigare kommun i dåvarande Malmöhus län.

## Administrativ historik
Kommunen bildades i Hurva socken i Frosta härad i Skåne när 1862 års kommunalförordningar trädde i kraft. 
Vid kommunreformen 1952 uppgick kommunen i Snogeröds landskommun som upplöstes 1969 då denna del uppgick i Eslövs stad som 1971 ombildades till Eslövs kommun.